# ریشه‌شناسی جای‌نام‌های ایران
معنی نام شهرهای ایران با توجه به ریشهٔ زبانی آن بر پایهٔ استان‌ها به شرح زیر است:

## فهرست
| نام         | ریشهٔ زبانی        | ریشهٔ معنایی                                                          | معنا                                                                                       |
| ----------- | ----------------- | -------------------------------------------------------------------- | ------------------------------------------------------------------------------------------ |
| دلاوان      | کُردی              | دلاوران                                                              | یعنی‌ شهر مردمان بهادر                                                                      |
| کهنه‌لاهیجان | فارسی             | لاهیگان                                                              | بنا بر روايتى، کهنه‌لاهیجان را لاهيج بن سام، فرزند نوح، بنا نهاده است.                      |
| آذربایجان   | زبان پهلوی        | برگرفته از واژهٔ آتروپات نظامی ایرانی                                 | نگهبان آتش                                                                                 |
| کُردستان     | زبان پهلوی        | گُرد                                                                  | به معنای سرزمین پهلوانان                                                                   |
| مَراغه       | پهلوی             | معنی نام مراغه                                                       | افراه‌رود، افرازه‌روح، افراهروذ، افرازه‌رود، افرازهارود، امدادهارود، مراوا یا ماراوا و ماراغا |
| مرند        | زبان ارمنی        | به معنای تدفین (این شهر محل دفن مادر نوح است)                        | ماریانا، مانداگارا، مروند                                                                  |
| پسوه        | زبان پارسی باستان | پارسوا                                                               | به معنای سرزمین پارسیان                                                                    |
| کامیاران    | کُردی اورامی       | کامور                                                                | به معنای سرسبز و شاداب، از مقاصد مهم گردشگری طبیعی در استان کُردستان                        |
| آغاجاری     | ترکی              | برگرفته از یکی از ایل‌های ترک از شاخهٔ ترک‌های قشقایی ساکن خوزستان      | مردم بیشه                                                                                  |
| باسمنج      | پهلوی             | وهو و بهو در زبان پهلوی به معنی خوب است که همگی در توصیف سپنج هستند. |                                                                                            |

### آذربایجان غربی
| نام شهر  | ریشهٔ زبان اصلی                         | معنا | نام‌های دیگر یا تحریف یا معرب شده |  |
| -------- | -------------------------------------- | --- | -------------------------------- |  |
| اُرومیّه   | مورد اختلاف؛ (زبان آشوری و زبان سومری) | در زبان آشوری اور (شهر) + میه (آب) همچنین انگور | رضائیه                           |  |
| اشنویه   | زبان آشوری                             | این شهر در اصل «اشنه» بوده که به معنای گیاه خوشبو است و به فارسی آن را گیاه «دواله» می‌گویند که بر درخت صنوبر گردو می‌پیچد | اشنه                             |  |
| بوکان    | مورد اختلاف؛ زبان کردی و سایر زبان‌ها   | معنی نام بوکان | بُکان                             |  |
| پیرانشهر | اوستایی و فارسی باستان                 | بنا بر آنچه از تاریخ و نوشته‌های محققین بر می‌آید، نام پیرانشهر از پیران، یکی از شخصیت‌های شاهنامه و سپهسالار افراسیاب گرفته شده‌است. پیران وزیر، سپهسالار، مشاور، فرمانروای ختن و بعد از افراسیاب بزرگ‌ترین شخصیت توران‌زمین است. نام وی را فیران (طبری) و بیران (ثعالبی) نیز ذکر کرده‌اند. پیران در میان پهلوانان تورانی، تنها کسی است که از جهت صفات اخلاقی همتراز شخصیت‌های برجسته ایرانی است، زیرا تلاش او همیشه در تفاهم و همدلی ایرانیان و تورانیان در راه صلح بود. او در اغلب نبردهای ایران و توران، در کمال خرد و مردانگی، حضوری فعّال داشت و نمایندهٔ سیاسی و نظامی افراسیاب بود. | لاهیجان                          |  |
| نقده     | مورد اختلاف                            | مردم کرد نقده را با اسم (نه‌غه‌ده) صدا می‌زنند، که به معنی زیورآلات است. (نقده) به معنی نقی ده (مالک اصلی نقی) و سلدوز (در زبان ترکی آذری) از دو کلمه سول به معنی دشت و دوز به معنی پرآب است. | سلدوز نه‌غه‌ده                     |  |
| مهاباد   | زبان فارسی                             | در ابتدا نام این شهر ساوجبلاغ (در زبان کردی سابلاغ) که در زبان ترکی آذری به معنی سرزمین چشمه‌های آب سرد است. نام ساوجبلاغ در زمان رضاشاه به مهاباد تغییر یافت. | ساوجبلاغ، سابلاغ                 |  |
| سردشت    | زبان فارسی                             | برخی براین باورند که سردشت (زَردَشت) از آنجا که این نام را در کُردی «زرتشت» و «زرادشتر» می‌خوانند. عقیده دارند که سردشت از نام زرتشت گرفته شده باشد که بعد از گرویدن مردم به دین اسلام به سردشت تغییر نام پیداکرده باشد. همچنین سردشت می‌تواند از دو قسمت (سر) و (دشت) باشد که به معنی دشتی است که تا رود زاب ادامه دارد. |                                  |  |
| میاندوآب | زبان فارسی                             | نام این شهر برگرفته از گذر دو رودخانهٔ سیمینه‌رود و زرینه‌رود است که از این شهر می‌گذرد. | مرحمت‌آباد                        |  |
| شوط      | زبان ارمنی زبان کردی                   | نام این شهر برگرفته از نام پهلوانی ارمنی به نام آشوت است که به‌صورت معرّب آشوط درآمده است. /شوت نام نوعی گیاه در دشت‌های اطراف این شهر به زبان کردی - | شاه‌آباد - اسلام‌آباد              |  |

### اردبیل
نام اردبیل از واژهٔ اوستایی آرته یا آرتا که در پارسی امروز ارت یا ارد که به معنای مقدس است آمده و با پسوند ویل به معنای جا و مکان آمیخته و روی‌هم آرتاویل به معنای جای مقدّس است.

### اراک
| نام شهر | معنا | ریشه اصلی زبان | نام‌های دیگر یا تحریف یا معرب شده. |  |
| ------- | --- | -------------- | --------------------------------- |  |
| اراک    | از سدهٔ دوم اسلامی ناحیهٔ میان همدان، ری و اصفهان، عراق نامیده می‌شد که بعدها برای تمایز با عراق عرب آن را عراق عجم نامیدند.نام پیشین شهر سلطان آباد بود که بعدا به خاطر ایستگاه قطار اراک در نزدیکی آن به نام آن نامگذاری شد.عَراق، عربی شده اراک است. |                | سلطان آباد                        |  |
| ساوه    | گروهی نام آن را مأخوذ از واژه اوستایی «سَوا» Sava یا واژه پهلوی «سَوَکا» Savaka دانسته‌اند. .ساوه بر وزن کاوه، از نام پهلوانی تورانی به نام «ساوه‌شاه» گرفته شده‌است.ساوه تغییریافته واژه سه‌آبه به معنای مکانی با سه رودخانه خوانده شده‌است..ساوه در زبان فارسی به معنای خرده‌طلا است، نام بخش‌هایی مانند زرند، گواه کاربرد این معنی برای منطقه ساوه‌است.نام شهری است نامدار در عراق عجم، گویند دریاچه‌ای در آن جا بود که هر سال یک کس را در آن غرق می‌کردند. |                |                                   |  |
| تفرش    | به استناد از متون کهنی که از دوره هخامنشیان دربارهٔ منطقه تفرش و اطراف آن پیدا شده نام این منطقه به واسطه محلی برای نگهداری ارتش و پادگان‌های نظامی آنها به پادرگان که بعد از ورود اعراب به بازرجان تبدیل شده یاد شده‌است. ریشه نام تفرش برگرفته از واژه «گَبرِش» می‌باشد و به زرتشتیان (گبرها) نسب می‌هد. نام تفرش در منابع گوناگون به صورت طیرس، طَبْرَش، طَبْرَس، طبرتو، تبرس، تبرش، تپرش نیز ذکر شده‌است. |                |                                   |  |
| شازند   | شازند تا قبل از سال ۱۳۱۷ شمسی و عبور و ساخت ایستگاه راه‌آهن سراسری در زمان رضا شاه بنام ادریس آباد شناخته می‌شد و پس از آن نام شازند برای ایستگاه تعیین ودر پی آن تصمیم گرفته شد که نام ادریس آباد را نیز به شازند تغییر دهند و علت انتخاب مجاورت آن با کوه شاه (کیخسرو) بود که بر بالای آن غار شاه زنده یا غار کیخسرو قرار دارد و به ارتفاع حدوداً …۳ متر است و در شاهنامه کیخسرو پسر سیاوش که از سوی مادر نوه افراسیاب پادشاه توران و سوی پدر نوه کیکاوس پادشاه ایران است از اداره امور مملکت کنار گرفته و از این رو لهراسب را به جانشینی خود انتخاب می‌کند و پس از وداع با رستم به همراه شش نفر از نزدیکترین یارانش که همگی معروفترین پهلوانان ایرانی هستند راهی منطقه شازند می‌شوند که منطقه‌ای مذهبی است طوس، گیو، فریبرز، بیژن، گستهم و نیو در این سفر کیخسرو را همراهی می‌کنند.شاه عارف و همراهانش به کرانه کوه شاه واقع در روستای بادامک در حاشیه شهر شازند می‌رسند در اینجا شاه یاران خود را رها کرده و از کوه بالا می‌رود و وارد غار می‌شود که این غار اکنون از اماکن مهم مذهبی زرتشتیان جهان است.   |                |                                   |  |
| آشتیان  | در زمان سکونت زرتشتیان قسمتی از این سرزمین به موبدان و آتشکده‌ها جهت عبادت اختصاص داده شده‌است. بنا به تفسیر (دهگان) لفظ آشتیان به معنی معبد و نیایش‌گاه است. کلمه آشتیان از دو جزء یشت به معنی پرستش، قربانی، دعا و سرود مذهبی و «یان» که معرف مکان و جایگاه تشکیل شده‌است. وجود آتشکده‌های متعدد در این منطقه که مهمترین آنها آتشکده وره بوده‌است نشانگر آنست که این شهر در گذشته پرستشگاه و جایگاه قربانی بوده‌است. در تاریخ قم، آشتیان به صورتهای وره ابرشتیجان، براشتیجان، استجان، اشتیجان و سیجان آمده‌است. دهگان در تاریخ اراک آورده‌است: «ابر به معنی فراز است و چون شهر جدید بر فراز ده مخروبه بنا شده ابر آشتیجان نام نهاده‌اند.» ولی برخی نویسندگان معاصر صورتهای مختلف را که در تاریخ قم آمده‌است منطبق بر آشتیان نمی‌دانند. - در کتاب تاریخ قم دربارهٔ نام آشتیان آمده‌است: «ابرشتجان را اردوان اصغر بن بلاش بنا کرده‌است.» ابرشتجان به معنی «بالاتر اشتجان» (آشتیان بالا) است که بعدها به «آشتیجان» تبدیل شده و چون حرف «ج» را اهالی به صورت خفیف ادا می‌کردند، در حال حاضر آشتیان خوانده می‌شود.] \|\| |                |                                   |  |
| خمین    | شهرستان خمین را در گذشته کَمَره می‌نامیدند. در کتاب تاریخ قم به قلم سید جلال‌الدین تهرانی، خمین به صورت واژه «خمی‌هن» نوشته شده‌است. همچنین برخی ریشه نام را «خومیهن» می‌دانند که مرکب از دو کلمه «خو» به معنای خوب و «میهن» به معنای سرزمین است. |                |                                   |  |

### اصفهان
| نام شهر  | ریشهٔ زبان اصلی                                                       | معنا                                          | نام‌های دیگر یا تحریف یا معرب شده.    |
| -------- | -------------------------------------------------------------------- | --------------------------------------------- | ------------------------------------ |
| اِصفَهان   | عربی شده از "سپاهان" زبان پهلوی، مقر سپاه چهارم ایران در دورهٔ کی‌خسرو |                                               | سپاهان، اسپهان، اسپادانا، جی، گابیان |
| کاشان    |                                                                      |                                               | قاسان و کاس‌رود. کی‌آشیان. کاشانه      |
| چمگردان  | پهلوی                                                                | محدودهٔ نظامی                                  |                                      |
| فولادشهر | فارسی                                                                | شهری که پرسنل صنایع فولاد در آن زندگی می‌کنند. | آریاشهر، فولادشهر                    |
| نَجَف‌آباد  | ترکیب فارسی و عربی                                                   | برگرفته از یک رویداد                          | -                                    |
| میمه     | پهلوی یا دری سانسکریت                                                | می + می به معنی شراب ناب                      |                                      |

### البرز
البرز دگرگون‌شدهٔ واژهٔ اوستایی هریبزر است :هری به معنای خاک و برز به معنای بلند است. بنابرین هریبرز به معنای سرزمین مرتفع و بلند است.

### ایلام
سرزمینی که اکنون استان ایلام نام دارد، بنا به اسناد تاریخی فراوان، بخش شمالی از کشور ایلام باستان بوده‌است. این کشور در حدود ۷۰۰۰ سال پیش از میلاد به وجود آمده و تا سال ۷۱۹ پیش از میلاد پابرجا بوده‌است. در این سال، به فرمان آشوربانی‌پال به خاک و خون کشیده شد و منقرض گردید. از شهرهای این کشور، به اسامی «شوش» پایتخت اصلی، «ماداکتو» یا همان دره‌شهر استان ایلام و پایتخت تابستانی اهواز، خایدالو، ماساباتیک و کابیانه اشاره شده‌است.
گفته شده که از نظر زبان‌شناسی واژه هلتمتی، آرامی، ایلامی و التمتی یک ریشه دارند. در کتیبه‌های بابلی، ایلام را «آلامتو» یا «آلام» خوانده‌اند که به قولی به معنای کوهستان یا «کشور برآمدن خورشید» است. مدتی پس از فروپاشی ایلام، حوزهٔ فرمانروایی آنان به دو منطقهٔ تحت نفوذ پارس‌ها و مادها تقسیم شد. هر چند مناطق مسکونی زاگرس بخشی از امپراتوری مادها به‌شمار می‌آمده، اما درظاهر، ارتش هخامنشی برای عبور از زاگرس ناچار به پرداخت باج به کوه‌نشینان توانمند آن بوده‌است. تیمور لنگ گورکانی در کتاب منم تیمور جهانگشا اعتراف می‌کند که از مردم این سرزمین در جنگ شکست می‌خورد و ناچار از فتح آن منصرف می‌شود و به یاران خود نیز سفارش می‌کند کاری به این دیار نداشته باشند.
بنا به نوشتهٔ تاریخ‌نویسان یونانی، در زمان سلوکی‌ها، ساکنان زاگرس بیشتر اوقات با اقوام مهاجم و بیگانه در نبرد بوده‌اند. وجود آثار باستانی فراوانی از دورهٔ ساسانی در استان‌های ایلام و لرستان، نشان می‌دهد که این منطقه در آن زمان بسیار آباد و با اهمیت بوده‌است. اسامی شهرهایی مانند «ماسبندان»، «مهرگان کدک»، «دارشهر»، «سیمره»، «اریوخ» و «شیروان» این نظر را تأیید می‌کند. محل دقیق برخی از این شهرها هنوز روشن نشده‌است. در اواخر دورهٔ ساسانی، خاندان فیروزان بر این سرزمین و خوزستان حکومت داشته‌اند که آخرین آن‌ها پس از شکست در نبرد جلولا به دارالخلافه اعزام شده‌است. بعد از تسخیر ایران توسط عرب‌های مسلمان، احتمال دارد که این ناحیه جزئی از ایالت کوفه شده و اسامی شهرهای ماسبندان، مهرگان و سیمره معرّب‌شده باشند.

### بوشهر
| نام شهر  | ریشهٔ زبان اصلی              | معنا                                                     | نام‌های دیگر یا تحریف یا معرب شده             |
| -------- | --------------------------- | -------------------------------------------------------- | -------------------------------------------- |
| بوشهر    | ترکیب اوستایی               | شهر نجات‌دهنده                                            | ابرشهر، لیان، ریشهر، بوخت اردشیر، رام اردشیر |
| دیلم     | ریشه در زبان فارسی          | به‌دنبال سلطهٔ دیلمیان بر فارس این نام رایج گردید          | دیلُم، مهروبان (به‌معنی ماهی روبان)            |
| گناوه    | فارسی                       | دارای آب و هوای بد یا آب ناگوار                          | گندابه، جناوه، جنابه                         |
| برازجان  | فارسی میانه                 | گرازدان/بُرازگان (براز/وُراز = گراز + «گان» نشانهٔ جمع)     | گراز نزد زرتشتیان گرامی بوده‌است.             |
| خورموج   | فارسی باستان یا فارسی میانه | خور+ موج (خورشید و نخل) یا تحریف نام هرموزد در زبان بومی | دشتی                                         |
| اهرم     | فارسی                       | -                                                        | تنگستان                                      |
| کنگان    | پارسی باستان                | محل پیشروی آب دریا                                       | کنگون، بندر کوگانا                           |
| سیراف    | فارسی                       | غنی و دارای مکنت                                         | بندر طاهری، صیراف، سیراب                     |
| بندر دیر | نامشخص شاید عبری یا عربی    | به معنی سرزمین دارای دیرها و صومعه‌های بسیار              | ماندستان                                     |

### تهران
| نام شهر | ریشه زبان اصلی | معنا      | نام‌های دیگر، یا تحریف یا معرب شده |
| ------- | -------------- | --------- | --------------------------------- |
| تهران   | فارسی باستان   | دامنهٔ گرم | تهرام                             |
| شمیران  | فارسی باستان   | دامنهٔ سرد | شمران                             |

### چهارمحال و بختیاری
| نام شهر | ریشهٔ زبان اصلی | معنا | نام‌های دیگر، تحریف یا معرب شده |
| ------- | -------------- | --- | ------------------------------ |
| بروجن   | فارسی          | برای بروجن چند وجه تسمیه وجود دارد.۱. به دلیل وجود برج و باروهایی اطراف شهر که اکنون به دلایل مختلف همگی خراب شده اند، این نام به شهر برج‌ها یا بروج‌ها نام گذاری شد. ۲.یک حکایت دیگر این است که به دلیل عبور آب از آنجا به سوی مرجن که مکانیست سرسبز اطراف بروجن به آنجا او-رو-مرجن یا اورجن گفته می‌شد که بعدها به بروجن تغییر یافت | اورجن                          |
| شهرکُرد  | فارسی          | شهر کُردها | دهکُرد                          |
| لردگان  | فارسی باستان   | جایی که مردم لر در آنجا هستند |                                |
| فارسان  | فارسی باستان   | محل نگهداری اسب‌های جنگی |                                |
| فیل‌آباد | فارسی          | محل نگهداری فیل‌های جنگی |                                |

### استان‌های خراسان
| نام شهر           | ریشهٔ زبان اصلی                   | معنا | نام‌های دیگر یا تحریف یا معرب شده                                           |
| ----------------- | -------------------------------- | --- | -------------------------------------------------------------------------- |
| مَشهَد              | زبان عربی                        | محل شهادت. چشم‌انداز                                                                                              | توس، طوس، سناباد، نوغان                                                    |
| سَبْزِوار            | از واژهٔ سبز به افزون وار است     | سبزگون، سبز شکل                                                                                                  | بیهق، ساسویه                                                               |
| نِیْشابور نو شاهپور | زبان پهلوی                       | ساختهٔ نیک شاپور                                                                                                  | رئونت. نشابور. شهر فیروزه. نیسابور. شهر شادیاخ. مدینةالرضا. ابرشهر. نیسایه |
| تُربَت جام          | ترکیب فارسی و عربی               | کوتاه‌شدهٔ تربت شیخ احمد جام                                                                                       | جام، بوژگان، بوزجان                                                        |
| تُربَت حَیدریه       | عربی                             | کوتاه شدهٔ تربت قطب‌الدین حیدر                                                                                     | زاوه                                                                       |
| تایْباد            | فارسی                            | - | باخرز                                                                      |
| بَردَسکَن            | دری                              | مکانی دارای دژ دفاعی حصین و سنگی                                                                                 | برداسکن - ترشیز                                                            |
| شیروان            | فارسی                            | منسوب به نقش شیری است که شکل و شمایل آن در دامنهٔ کوهی که در فاصلهٔ چند کیلومتری جنوب شهر وجود دارد مشاهده می‌گردد. | شیران                                                                      |
| اِسفَرایِن           | فارسی                            | - | اسپرآئین، میان‌آباد، مهرگان                                                 |
| جاجَرم             | فارسی دری                        | - | ججرم                                                                       |
| فاروج             | فارسی، عربی                      | معرب: فَرَج‌آباد | فارِج                                                                       |
| فیروزه            | زبان فارسی، عربی شدهٔ پیروزه      | به علت بودن کانسارهای فیروزه                                                                                     | بزغان - برغان                                                              |
| کاشْمَر             | فارسی                            | - | ترشیز. پشتِ نیشابور. سلطان‌آباد                                              |
| قوچان             | مورد اختلاف (مغولی-فارسی)        | محل سکونت ایل قوچانلو (زعفرانلو)                                                                                 | خَبوشان، خوجان، ناصری                                                       |
| بیرجَند            | مورد اختلاف (عربی-پهلوی)         | بیرگند، معرب: بئرجند-در پهلوی: شهر بلند یا شهر طوفان                                                             | برجند، برجن، برکن                                                          |
| بُجنورد            | زبان پهلوی                       | معرب: بیژن‌گِرد به معنی «ساختهٔ بیژن» و «آبادشده به دست بیژن»                                                       | بیژن‌یورد، بُژنُرد                                                            |
| گُناباد            | زبان پهلوی                       | تغییر یافته از گیوآباد یا گون‌آباد                                                                                | معرب شده به جنابد - ینابد- کنابد- کنابذ                                    |
| فردوس             | عربی‌شدهٔ واژهٔ پردیس در زبان پهلوی | نام پیشین آن «تون» بوده‌است.                                                                                      | نوعی پارچهٔ دستباف از پنبه و پشم                                            |
| رُشتخوار           | فارسی                            | رُشت (روشت یا روشن) + خوار (خور، هور، خورشید): آفتاب تابان. رُشد خوار: برآمدن آفتاب                                | فروغ آفتاب                                                                 |
| دژ سنگی           | فارسی                            | قلعه سنگی |                                                                            |

### خوزستان
| نام        | ریشهٔ زبان اصلی | معنا | نام‌های دیگر، تحریف یا عربی شده. |
| ---------- | --- | --- | --- |
| خوزستان    | ریشه در زبان پهلوی | سرزمین خوزی‌ها یا اوخزی‌ها | خوزیستام/خوزیستان |
| اَهواز      | بخشی از واژه سوق الاهواز (عربی شده؛ سوق + اهواز (هوزی‌ها/خوزی‌های) | نام پارسی میانهٔ این شهر «خوزیستان واجار/واچار» بوده که معرب آن «سوق الاهواز» می‌شده که بر اثر گذشت زمان «اهواز» نامیده گردیده‌است. این شهر به چرایی بازاری بودنش، به شهر «بازار خوزی‌ها» معروف بوده که خوزی‌ها همان نوادگان مردم ایلامی زبان بوده‌اند. | ۱_اوکسین (درست آن «اوخزین» بوده که وات «X» در واژه OXSIN (احتمالاً) یونانی را اینگونه آوایش کرده‌اند. دست کم از زمان جانشینان اسکندر نام «خوزی» بر این سرزمین به کار می‌رفته‌است. شاید ریشه آن از خود زبان ایلامی یا پارسی باستان یا زبان تبار همسایه ایلامیان، «کاسی» ها بر آن نهاده شده باشد. ۲_ناصری |
| خُرَّمْشَهْرْ     | نام تازه در زبان فارسی | شهر آباد و خرم | محمّره نام قدیمی در زبان عربی از احمر به معنی سرخ |
| بهبهان     | فارسی میانه | به‌معنی بهتر از چادر (بهان) به‌دنبال شهرنشینی در منطقه | ارجان، بهبهو |
| ماهشهر     | نام تازهٔ فارسی | به معنای شهر ماه | معشور، ماچول |
| شوش        | زبان ایلامی | محل آباد و نام شهری باستانی | شوش، سوس |
| شوشتر      | ترکیب فارسی و ایلامی | شوش+تر (تر به معنای نو و تازه) | ششتر، تستر |
| دزفول      | زبان پهلوی یا فارسی | پل شهر دز، شهر دارای پل روی رودخانه دز یا شاید «دژ + پل» بوده‌است به چمای پل سترگ (اشاره به پل باستانی شهر) \|\|گندی‌شاپور، دسپیل، دزفیل | |
| شادِگان     | نام نو فارسی | محل شادی و مسرت | دورق نام قدیمی هزارها سال و فلاحیه هردو از نام‌های بومی شهر هستند. |
| ایذه       | ریشه در زبان پهلوی (ایذج) | ایذج. ایاپیر. مال امیر. | - |
| رامهرمز    | ریشه در زبان پهلوی | به‌معنی جایی که هرمز ساسانی آرام گرفت، یا به آن آرامش داد | رامز، هرمزجان، رومز، رومز |
| آغاجاری    | ترکی | نام یکی از طوایف و قبایل ترک ساکن در ایران و جنوب | سنتریلی (در زمان فعالیت‌های نفتی اروپایی) برگرفته از آغاچ (درخت) و آر (مرد) تنومند (همچون درخت) |
| امیدیه     | فارسی | جای امید و نیک‌بختی. فارسی شدهٔ عمیدیه | العمیدیه از نام‌های دیگر آن به زبان عربی است. |
| مسجدسلیمان | عربی عبری (مسجد عربی شدهٔ «مَزگت» در زبان آرامی و سلیمان عربی‌شدهٔ «شُلُمان» نام یکی از پیامبران بنی‌اسرائیل. این نام مدت‌ها پس از گشوده شدن سرزمین‌های ایرانی بر آن نهاده شده‌است) | پارسوماش یا (شاید) «اَنشان» از شهرهای مهم دوران هخامنشی | |

### زنجان
| نام شهر | ریشه زبان اصلی       | معنا                                                                | نام‌های دیگر، تحریف یا معرب شده                                  |
| ------- | -------------------- | ------------------------------------------------------------------- | --------------------------------------------------------------- |
| زنجان   | ریشه در زبان پهلوی   | همچنین گفته شده معرب از سنگان \| شهین                               |                                                                 |
| ماه‌نشان | ریشه در زبان پهلوی   | سرزمین قوم ماد (مادنَشان)                                            |                                                                 |
| ابهر    | از زبان تاتی         | نام ابهر از آب+هر تشکیل شده و در زبان تاتی به معنی آب آسیاب است.    | ابهر در قدیم اوهر نامیده می‌شده‌است. مردم محلی به آن اَبَر می‌گویند. |
| قیدار   | زبان ترکی آذربایجانی | قیدار نام یکی از پیامبران بوده‌است که آرامگاهش در این شهر قرار دارد. | خدابنده                                                         |
| خرمدره  | زبان فارسی           | به معنی درهٔ خرم و آباد                                              |                                                                 |

### سمنان
مردم بومی سمنان، این نام را به صورت سِمَن تلفظ می‌کنند و به اهالی آن سِمَنی می‌گویند. معنای این واژه به درستی مشخص نیست. سمنان در گذشته تنها به شهر سمنان گفته می‌شد و این نام از سال ۱۳۴۰ بر روی همهٔ استان گذاشته شد و تا پیش از آن این منطقه «قومس» یا «کومش» نامیده می‌شد.

### سیستان و بلوچستان
| نام شهر  | ریشه زبان اصلی                    | معنا                                                                                                   | نام‌های دیگر، تحریف یا معرب شده |
| -------- | --------------------------------- | --- | --- |
| زاهدان   | ریشه در زبان فارسی                | پرهیزگاران                                                                                             | نام قدیم این شهر «دزآپ» بوده که دزآپ کلمه‌ای به زبان بلوچی است؛ و از ترکیب دز+آپ تشکیل شده‌است. دز و آپ بلوچی، معادل دزد و آب در فارسی است.در منابع فارسی از ترجمه شده دزآپ به فارسی یعنی دزدآب استفاده می شود و به همین دلیل دزدآب هم گفته می شود.                                                                       |
| خاش      | ریشه در زبان فارسی                | مکان خوش آب و هوا                                                                                      | خُواش،واش، نام قدیمی این شهر «واش» بوده که کلمه ای به زبان بلوچی و به معنی آب و هوای خوب و خوش است. واژه واش خود مشتق شده از واژه بلوچی دیگری به نام «وَش» به معنای شیرین و خوش بوده که سال ۱۳۰۸ بعد از فتح بلوچستان توسط قشون رضا شاه نام شهر از واش به خاش تغییر یافت.                                                  |
| ایرانشهر | ریشته در زبان پهلوی               | نام گسترهٔ شاهنشاهی ساسانیان در آن دوران                                                                | نام قدیمی و بلوچی آن «پهره» بوده که در سال ۱۳۲۶ به ایرانشهر تغییر کرد. |
| سراوان   | ریشته در زبان بلوچی یا زبان فارسی | سراوان از دو کلمه «سرا» به معنی «مکان» و «وان» به معنای «بلندی» تشکیل شده که به «جای بلند» اشاره دارد. | نام قدیمی و کهن این شهر به زبان بلوچی «شُستون» به معنی چشمه جوشان با توجه به رشته قنات جاری بوده که در سال ۱۳۲۶ به سراوان تغییر پیدا کرد. |
| چابهار   | ریشه در زبان بلوچی                | به معنای چاه آبی که کنار دریا و یا رود باشد                                                            | چابهار برگرفته از واژه بلوچی «چهبار» است که هنوز در زبان مردم بومی چابهار بدین صورت تلفظ می شود. |
| مهرستان  | ریشه در زبان فارسی                | سرزمین مهر                                                                                             | نام قبلی این شهر واژه بلوچی«مئ گس» بوده که به صورت مخفف و بومی شده توسط اهالی مَگس هم استفاده می شده |
| زر آباد  | ریشه در زبان بلوچی                | آباد شده به وسیله باغات و مزارع یا کناره دریا                                                          | دو دیدگاه وجود دارد ۱- به دلیل نزدیکی به دریا و از آن‌جایی که در زبان بومی بلوچی به دریا «زِر» می‌گفتند به «زرآباد» شهرت پیدا کرده ۲- در دیدگاهی دیگر به خاطر وجود زمین‌های حاصلخیز و از آن‌جایی که به باغات و مزارع در زبان بلوچی «زریبهَ» گفته می‌شود به «زرآباد» که آباد شده به وسیله باغات و مزارع است شهرت پیدا کرده است. |

### فارس
|  | نام شهر   | ریشه زبان اصلی | معنا                                                 | نام‌های دیگر، یا تحریف یا معرب شده           |
|  | --------- | -------------- | ---------------------------------------------------- | ------------------------------------------- |
|  | ایزدخواست | فارسی          | خواست خدا                                            | یزدخواست، یزدخاست و ایزدخاست                |
|  | بیضا      | عربی           | سپید                                                 | انشان                                       |
|  | شیراز     | فارسی          |                                                      | شهرراز                                      |
|  | بیشاپور   | پارسی میانه    | نام شاپور یکم                                        | بیشابور، به شاپور، بیشاور و «به اندیوشاپور» |
|  | داراب     | پارسی باستان   | بنا شده توسط دارا پادشاه هخامنشی                     | دارابگرد                                    |
|  | ایج       | فارسی باستان   | گرفته شده از نام ایرج فرزند آفریدون پادشاه پیشدادیان | ندارد                                       |

شیراز: نام شهر شیراز برگرفته از نام قلعه‌ای در اطراف شیراز کنونی در محل قصر ابونصر است. آن گونه که پیدا است در هنگام ساخت شهر نام این قلعه بر شهر شیراز نهاده شده‌است. در کاوش‌های باستان‌شناسی در تخت جمشید، به سرپرستی جورج کامرون در سال ۱۳۱۴ خورشیدی به پیدایش خشت نوشته‌هایی ایلامی انجامید که بر روی چند تای از آن‌ها به قلعه‌ای بنام «تیرازیس» یا «شیرازیس» اشاره شده‌است. همچنین مهرهایی مربوط به پایان روزگار ساسانی و آغاز اسلام، در کاخ ابونصر یافت شده‌است که حاوی نام «شیراز» می‌باشد.
ابن حَوقَل، جغرافی‌دان مسلمان سده چهارم هجری، وجه تسمیه شیراز را همانندیِ این سرزمین به اندرون شیر می‌داند؛ چرا که به قول او عموماً خواربار جاهای دیگر بدان‌جا برده می‌شد و از آن‌جا چیزی به جایی نمی‌بردند.
براساس پژوهش تدسکو شیراز به معنای مرکز انگور خوب است.
در افسانه‌ها آمده‌است که شیراز فرزند تهمورس (از پادشاهان سلسله پیشدادیان) شهر شیراز را بنیان نهاد و نام خود را بدان بخشید. به روایتی دیگر، نام این دیار، «شهرراز» بوده که به اختصار «شهراز و شیراز» گفته شده‌است.

### قزوین
قزوین: در پارسی میانه کاسپین بوده‌است. کاسپی نام مردمی بوده که در این منطقه زندگی می‌کرده‌اند. قزوین به معنای سرزمین کاسپی‌هاست.
(نرجه) که اصل ان کلمه «نرگه» است به معنی «محل خرامیدن اهوان وحشی» است و ریسه اوستایی دارد و هم چنین به معنی نرگاه و نور گاه هم آمده‌است.
فارسجین که در قدیم به شادشاپور شهرت داشته
ولازگرد که گرد آن معنی ساخته شده را دارد به معنی ساخته شده توسط ولد (فرزند) یزدگرد می‌باشد
و به روایتی دیگرد به معنی گرد بودن آن منطقه در زمان گذشته را دارد.

### قم
| نام شهر | ریشه زبان اصلی | معنا     | نام‌های دیگر، یا تحریف یا معرب شده |
| ------- | -------------- | -------- | --------------------------------- |
| دستجرد  | پهلوی          | دست‌ساخته |                                   |

قم واژه‌ای سکایی بوده به معنای رودخانه که امروزه در زبان‌های کردی و مازندرانی به صورت واژهٔ «چَم» باقی مانده‌است. در دوره‌های بعد از مهاجرت سکاها به کل منطقه گفته شده‌است. اصل آن «کُم» و «کومش» بوده که به صورت «قومس» درآمده و ابتدا به قم و سپس به کل منطقه تا سمنان گفته شده‌است.

### کُردستان
| نام شهر  | ریشه زبان اصلی    | معنا | نام‌های دیگر یا تحریف یا معرب شده |
| -------- | ----------------- | --- | -------------------------------- |
| سنندج    | ترکیب اوستایی     | شهر سنندج را به علت واقع شدن در دامنهٔ کوه، در گذشته سنه می‌خواندند و چون دژ آن از لحاظ نظامی اهمیت زیادی داشته، آن را سنه‌دژ (دژی در پای کوه) می‌نامیدند که کم‌کم به سنندج بدل شد. ژاک دمورگان که در اواخر پادشاهی ناصرالدین‌شاه به ایران آمده، همه‌جا از این شهر با نام سنه یاد کرده‌است | سنه‌دژ                            |
| سقز      | ریشه در زبان مادی | نام سقز به تاریخ بنای آن مرتبط است که پیشینه‌ای چند هزار ساله دارد. عده‌ای از مورخان با استناد به آثار باستانی متعدد موجود در منطقه معتقدند که این شهر در نخستین اتحاد قوم ماد «ایزیرتا» نامیده شده و پایتخت مادها بوده‌است و توسط آنها استحکاماتی برایش بنا شده که زیویه و آرامائیت در روستای قپلانتوی کنونی از آن جمله است. دسته دیگری از مورخان معتقدند که بعد از هجوم سارگن دوم پادشاه آشور به سرزمین ماد که منجر به گریز مادها به سوی همدان شده، سکاها به سقز آمدند و آن را به‌عنوان پایتخت خود برگزیدند و نام آن را اسکیت و سپس ساکز نهادند و بدین ترتیب نام امروز این شهر از قوم سکاها به یادگار مانده‌است.          | سکا                              |
| مریوان   | فارسی و کردی      | بعضی این منطقه را به مروان به حاکم عرب منسوب می‌دانند که به مرور زمان به مریوان تغییر نام پیدا کرده‌است | مروان                            |
| بانه     | کردی              | نام بانه را از واژهٔ کردی (مثال نردبان یا نردبام)، به معنی «بام» و بلندی و متأثر از ارتفاعات و نحوهٔ استقرار و موقعیت شهر بانه می‌دانند. | به‌ڕۆژه                           |
| کامیاران | کردی یا فارسی     | در روایات نقل شده که در زمان نادر شاه افشار، هنگامی سپاه ایرانیان به فرماندهی شاهرخ میرزا در شمال شرقی ایران در حال جنگ با ازبکان و دفاع از خراسان بوده، نادر شاه افشار در راه سفر حج بود که خبر پیروزی سپاهیان ایران به آنها که در دشتی خوش آب و هوا و خرم مابین سنه دژ و کرمانشاهان که پر از چشمه‌های جوشان و مراتع پر گل بوده، بودند می‌رسد و باعث شادی و مسرت شاه و یارانش می‌شود، لذا شاه افشار وقتی از اطرافیان اسم آن دشت را می‌پرسد. هیچ‌یک از یاران اسم آن محل را نمی‌داند؛ لذا شاه افشار به میمنت و مبارکی اینکه خبر این پیروزی در آنجا به او رسیده و باعث شادکامی خود و یارانش می‌شود، آنجا را (کام یاران) می‌نامد. |                                  |
| دیواندره | کردی              | دیواندره از دو کلمه دیوان + دره تشکیل شده‌است، دیوان یعنی جایگاه و محل قانون، عدالت و جای حل اختلافات و چون این دیوان خانه معروف گشته‌است. | نیواندره                         |
| بیجار    | فارسی             | نام شهر بیجار، برگرفته از درختان بید فراوان در منطقه بوده که آن‌جا بیدزار نام داشته‌است. در زبان کردی به بید (بی) و به زار (جار) گفته می‌شود، می‌توان گفت بیجار دگرگون شده کلمه بیدزار است. بیجار کلمه‌ای است که ریشه در زبان پهلوی دارد، و چون زبان کردی با زبان پهلوی قرابت خاصی دارد، با این نظر که (بی) از زمان‌های گذشته و در موارد مختلف، مصحف یا لهجه‌ای از بید (درخت بید) بوده‌است. و جار نیز پسوند مؤخر امکنه و لهجه‌ای از (زار) بوده‌است، با توجه به اینکه در کتاب ترجمه تاریخ طبری هم به معنای (زار) به‌کار رفته‌است. پس می‌توان گفت: بی‌جار - بیجار، کلمه‌ای به معنای بیدزار بوده‌است                                      | بیدزار                           |
| قروه     | پارسی باستان      | نام شهر قروه، برگرفته از گل وا بوده که به محلی اطلاق می‌شده که گل در آن زیاد بوده و با اندکی بارندگی گل به وجود می‌آید. قروه معرب کلمهٔ فارسی میانه (گوربِگ) بوده و مرکب از (گروگور) یعنی دشت و صحرایی هموار است. |                                  |
| دهگلان   | فارسی             | دێولان از دو کلمه (دیو) به معنی خدا (واژهٔ دیو در اوستا به صورت دَئوَ و در پهلوی دِو و در فارسی دیو گفته می‌شود | دێولان                           |
| سروآباد  | فارسی             | جای درخت سرو |                                  |

### کرمان
از دو بخش کر به معنای دژ مستحکم، کوه و مان به معنای مانند یا به عنوان پسوند مکان تشکیل شده و به معنای سرزمین کوهستانی یا سرزمینی که دارای دژ کوه مانند است.

### کرمانشاه
| نام شهر       |  | وجه تسمیه |
| ------------- |  | --- |
| کرمانشاه      |  | در زبان کردی به صورت کرماشان تلفظ می‌شود و معرب آن در متون تاریخی به شکل قرمیسین و قرماسان یاد شده‌است، از نظر لغوی از کلمهٔ کرمانج به معنی کوهنشین (یا کشاورز) ریشه گرفته و با کرمانجان همریشه است. واژهٔ کرمانج به قبایل کوچنشین کرد و بعدها به دهقانان بدون زمین گفته شده‌است.                                     |
| پاوه          |  | گفته شده که نام پاوه از نام سردار معروف یزدگرد سوم به همین نام گرفته شده که در برابر حملهٔ اعراب مسلمان مقاومت کرده‌است. |
| اسلام‌آباد غرب |  | شهر کنونی اسلام‌آباد غرب در دوران مختلف تاریخی نام‌های متعددی داشته و بارها توسط حاکمان مختلف تغییر نام داده‌است. در الواح به دست آمده از تپهٔ چیاگاوانه، به دفعات از شهری به نام پالوم نام برده شده که گمان می‌رود نام قدیم شهر اسلام‌آباد است                                                                        |
| قصر شیرین     |  | علت نام‌گذاری این ناحیه به قصر شیرین، ساختن کاخی برای شیرین، همسر مسیحی خسرو پرویز در این محل بوده‌است |
| کرند غرب      |  | در اوستا آمده که ضحاک در سرزمینی به نام بَوْری (که آن را با تردید بابل کنونی دانسته‌اند) (اوستا، ۱/۳۰۳؛ دوستخواه، ۹۴۹، ۱۰۳۶) و نیز در کْویرینْتَ (اوستا، ۱/۴۵۱؛ دوستخواه، ۱۰۳۶) به ستایش ایزدان آناهیتا و وای می‌پرداخته‌است. کویرینته را همان کرند کنونی دانسته‌اند.                                                     |
| هرسین         |  | کیومرث رحیمی در کتاب «هرسین در گستره تاریخ» نام هرسین را برگرفته از نام سین، ایزدبانوی ماه در اساطیر بابلی می‌داند. سین همچنین نام معبدی برای همین ایزدبانو بوده که توسط نبونعید در اطراف حران ساخته شده‌است. واژه سین همچنین به عنوان پسوند در نام پادشاهان سلسله نی سن سومر و پادشاهان خاندان اور به کار رفته‌است |
| کنگاور        |  | نام این شهر از واژه پارسی کَنگ گرفته شده‌است که به معنای عمارت خوب و باشکوه است، احتمالاً این نام با وجود معبد آناهیتا در این شهر مرتبط باشد |
| ثلاث باباجانی |  | وجه تسمیه ثلاث باباجانی چنین است که در این منطقه سه طایفه باباجانی، قبادی و تایجوزی زندگی می‌کنند. |
| صحنه          |  | وجه تسمیه و تاریخچه شهر صحنه به درستی مشخص نیست. صرف نظر از شکل مکتوب عربی (صحنه)، می‌توان آن را تلفّظ سئنه/ sa, ena دانست که به معنی شاهین است. در اسامی جاهای دیگر مانند سنه (سنندج)، هرسین، و شاهیندژ یا ساییندژ این جزء پدیدار است.                                                                            |
| سرپل ذهاب     |  | نام سرپل زهاو به این دلیل است که در این محل پلی بر روی رودخانه حلوان الوند قرار داشته که در سال ۱۳۴۵ ش تخریب شده. |
| گیلانغرب      |  | نام این ناحیه در گذشته آمله بوده‌است، در زمان رضاشاه به واسطهٔ شباهت جنگل‌های انبوه و وجود برنج زارهای آن به جنگل و برنج زارهای گیلان نام آن به گیلان غرب تغییر یافته‌است |
| سنقر          |  | نام کنونی «سنقر» از دورهٔ حکومت «اتابک سنقر» بر این شهر اطلاق گردید که در دورهٔ سلجوقی والی این شهر شد. امروزه ساکنان سنقر نام شهرشان را «سُنگور» می‌خوانند |
| جوانرود       |  | نام این شهر از دو کلمه کُردی «جوان» به معنای زیبا و کلمه فارسی «رود» تشکیل شده‌است که معنای رودخانه زیبا را می‌دهد، البته می‌توان چنین برداشت کرد که نام این شهر از دو کلمه کردی «جوان» + «رو» تشکیل شده که به معنای زیبا چهره است، هر دو مورد محتمل است.                                                            |
| روانسر        |  | در مورد نام روانسر نظرات مختلفی مطرح شده‌است که بر اساس یکی از آن‌ها به سبب وجود سرآب گنه خانی که سرچشمه رود قره‌سو است، این محل روان-سر یعنی سرچشمه رودخانه‌ها خوانده شده‌است |
|               |  | |

### کهگیلویه و بویراحمد
یاسوج (محلی: یاسیچ):یاسیچ که در زبان محلی مردم این منطقه گفته می‌شود به معنای محل پرورش گرد و پهلوان می‌باشد و نام کنونی آن (یاسوج) به معنی محل پرورش گل یاس می‌باشد.

### گلستان
| نام شهرستان  | وجه |
| ------------ | --- |
| گرگان        | واژهٔ استرآباد از دو لفظ «استر» و «آباد» تشکیل شده و استر در زبان‌های ایرانی به معنای ستاره و آباد (به معنای) «عمارت» است. در زبان پهلوی منطقهٔ گرگان را وُرکان یا یا وِهرکانه و در زبان یونانی هیرکانیا (Hyrcania) و در زبان عربی جُرجان می‌گفتند |
| کلاله        | شهری که از دور مرده به نظر می‌رسد |
| گنبد کاووس   | به سپاس از قابوس بن وشمگیرریشه پارسی آن کیکاوس) گنبد کاوس (معرب شده به گنبد قابوس) نهادند |
| آق قلا       | نام قدیمی این شهرمبارک آباد، «اسپی‌دژ» یا «دژ سفید» بوده‌است. اسپی در زبان مازندرانی (طبری) به معنای سفید می‌باشد؛ و ترکمن‌هانام «آق‌قلعه» را بر آن نهاده‌اند. برای مدتی تا پیش از سال ۱۳۵۷ پهلوی دژ نامیده می‌شد، اما اکنون نام ترکمنی خود را بازیافته‌است. |
| مراوه تپه    | |
| کُردکوی       | به دلیل سکونت ایلات تبعیدشده از کُردستان یعنی ایل‌های کیانی، عقیلی و کُردرستمی، این شهر به نام کُردکوی یعنی "کوی کُردها نام‌گذاری شده‌است. |
| گمیشان       | نام محلی شهر کمیش دپه به معنی «تپه نقره‌ای» است و در مورد علل نامگداری آن دلایل خاصی را بیان می‌کنند ازجمله پیداشده مقداری نقره در تپه کمیش دپه جیک در شمال شهر و همچنین استدلال به نمکزار بودن تپه در دوران نزدیکی به آب دریا و بازتاب نورآفتاب و ماه به صورت نقره‌ای از مسافت دور اشاره داشت. |
| بندر ترکمن   | تغییر نام از اول انقلاب به این نام، نام قبلی آن تا پیش از انقلاب «بندر شاه» بوده‌است. |
| گالیکش       | |
| مینودشت      | |
| علی‌آباد کتول | کتول از دو واژه اوستایی کته (KATA) و اول (UL) تشکیل شده‌است. کته به معنای جا و مکان و اول به معنای شیب، دره و گودال می‌باشد؛ و کتول به مجموعه آبادی‌ها گفته می‌شود که در درون دره و کوه قرار دارند. همچنین (۳۲۸ سال پیش) در زبان پهلوی نیز کلمه کتول از دو واژه کت KAT به معنای جا و مکان و اول UL به معنی به بالا یا سوی بالا و بلند بکار می‌رود و کتول به مجموعه آبادیهایی گفته می‌شود؛ که در درون دره و شیب واقع شده باشند؛ و این واژه دارای معانی و تعاریف گوناگونی است.[نیازمند منبع] کتول همچنین در زبان مازندرانی به معنای «کسی که رسم چوپانی را نداند»، «کشاورز و زارع»، «گاو شیرده» و «غریب یا کسی که از وطن به دور افتاده» می‌باشد. |
| رامیان       | |
| آزادشهر      | |
| بندرگز       | |

### گیلان
گیلان از گیل+پسوند ان تشکیل شده و به معنای سرزمین گیل‌ها است.
قوم تالش باز ماندگان همان مردم باستانی می‌باشند که در تاریخ، نام آن را کادووس وکادووش می‌یابیم
| نام شهرستان | وجه تسمیه |
| ----------- | --- |
| آستارا      | برگرفته از استراب، ستارهٔ آب و آبادانی، و به معنی «شهر ستاره». در زبان اوستایی معنای «گسترهٔ آب» دارد و در زبان تالشی، معنای «راه کنار آب» می‌دهد.                                                                                            |
| انزلی       | انزلی برگرفته از کلمه انزلیج یعنی اسکلهٔ پهلو گرفتن کشتی‌ها |
| رشت         | روایتی است که چون این شهر یکی از مراکز بزرگ ابریشم ریسی بود نام رشت که مشتق از ریسیدن و رشتن است روی آن گذاشته شد. |
| صومعه سرا   | اسم این شهر را برگرفته از عارف بزرگ قرن چهارم و پنجم هجری شیخ عبدالله صومعه ای می‌دانند که امروزه مزارش در اول جاده صومعه سرا ـ فومن قرار گرفته‌است.                                                                                         |
| لاهیجان     | لاهیجان یعنی شهر ابریشم. دکتر بهرام فره وشی استاد زبان‌های باستانی می‌نویسد: لاه در پارسی میانه به ابریشم گفته می‌شد و در برهان قاطع لاه به معنی پارچه ابریشمی سرخ آمده‌است. لاهیگان که لاهیجان شده یعنی محلی که در آن جا ابریشم به دست می‌آید. |
| لنگرود      | لنگرود که در قدیم بندری آباد بود و چون در رودخانه اش کشتی‌ها و قایق‌ها لنگر می‌انداختند نام «لنگر رود» و بعدها لنگرود را به خود گرفت. |
| هشتپر       | در مرکز شهر فعلی کاخی بنام اطاقسرا یا سردار امجد با هشت در بزرگ وجود داشته و از آنجائیکه در زبان تالشی در را «بًر» می‌گویند |
|             | |

### لرستان
لرستان از لُر+ستان تشکیل شده و به معنای سرزمین لُرها است.
| نام شهرستان | ریشه زبان اصلی | وجه تسمیه |
| ----------- | -------------- | --- |
| بروجرد      | فارسی میانه    | (در اصل ویرو گرد) به معنای شهر ویرو پادشاه اشکانی چرا که گرد در ایران باستان معنی شهر می‌داده و هم‌اکنون در کشورهای اروپایی متداول است مثل بلگراد (پایتخت صربستان) یعنی شهر سفید و اشتوتگارت در آلمان یعنی شهر محل نگهداری اسبها |
| خرم‌آباد     |                | در اصل و گویش محلی خورموه تلفظ می‌گردد یعنی مکان طلوع آفتاب درخشان |
| دورود       |                | محل تلاقی دو رودخانه |
| ازنا        |                | برگرفته از نام پهلوانی ارمنی به همین نام |
| الیگودرز    |                | برگرفته از نام گودرز شخصیت اساطیری شاهنامه |
| سلسله       |                | نام یکی از لشگریان اسلام به این نام |
| کوهدشت      |                | مکانی واقع در میان کوه و دشت‌ها |
| پلدختر      |                | برگرفته از نام پلی به این نام در این شهر |
| رومشگان     |                | محل شکست لشکر روم در این مکان |
|             |                | |

### مازندران
به معنای ماز (ماز= زنبور) در آن است.
ماز نام درختی است که در مازندران به وفور دیده می‌شده
آمل:یکی از شهرهای قدیمی استان و همچنین شمال ایران و یکی از قدیمی‌ترین شهرهای کشور ویکی از چهارده پایتخت ایران قدیم می‌باشد به گونه‌ای که به حکایت کتاب‌های تاریخی، اولین مکانی که آریایی‌ها پس از مهاجرت به ایران در آن سکونت گزیده‌اند در این منطقه بوده‌است؛ در خصوص ریشه این شهر دو روایت عمده موجود است:اولی از ریشه آمارد (قومی که از منطقه غرب مازندران یا همان دیلمان قدیم که شامل دیلمان گیلان، کلاردشت و کجور بود) می‌باشد و دومی از داستان عاشقانه‌ای است که به علاقه‌مندی پادشاه بلخ به دختری به نام آمله می‌باشد که پس از پیوند زناشویی به افتخار وی شهری به همین نام در این منطقه بنیان نهاد.

### مرکزی
| نام شهر | ریشهٔ زبان اصلی               | معنا                                                                                | نام‌های دیگر یا تحریف یا معرب شده |  |
| ------- | ---------------------------- | ----------------------------------------------------------------------------------- | -------------------------------- |  |
| اَراکْ    | فارسی                        | تغییر زمانی در «سلطان آباد عراق» به شهر عراق                                        | عراق، سلطان آباد                 |  |
| خُمِیْن    | مورد اختلاف (پهلوی. اوستایی) | معرب:هُمایون                                                                         | خمیهن، کمره                      |  |
| نیم‌وَر   | پهلوی                        | در پهلوی آورد به معنای میدان جنگ                                                    | نیم آورد. ممنور، نیسور، تیمور    |  |
| شازَند   | پارسی                        | برگرفته از نام کوهی که حسب باورهای محلی محل زندگی جاودانهٔ کی‌خسرو شاه زنده کیانی است | ادریس آباد                       |  |
| مَحَلّات   | -                            | -                                                                                   | -                                |  |
| تفرش    | پهلوی                        | -                                                                                   | طبرس                             |  |
| ساوه    | پهلوی ساوگ                   | -                                                                                   | ساوج                             |  |

### هرمزگان
هورمزدگان از ریشه اهورامزدا است و به چم (معنی) سرزمینی که متعلق به اهورامزدا است مرکز استان هرمزگان یعنی بندرعباس به افتخار شاه عباس پس از آزاد سازی این شهر از دست پرتغالی‌ها گذاشته شده نام قبلی این شهر گامبرون بوده که به زبان پرتغالی یعنی جای که خرچنگ زیاد است و حتی در دوره عیلامی و هخامنشی به آن دفیانوس گفته می‌شده که از قدیم مرکز و شاهراهای اقتصادی ایران بوده است

### همدان
همدان از واژهٔ مادی هگمتانه به معنی محل گردهمایی گرفته شده‌است. هگمتانه به صورت هَنگمَتَنَ و اَنجمَتَنَ درآمده و در فارسی امروز به صورت دو کلمهٔ هَنگامه (ازدحام، غوغا) و انجمن (گردهمایی) درآمده‌است. در زبان کردی امروز این واژهٔ مادی به دو صورت ئه‌نگه‌مه (در کردی جنوبی به معنای ازدحام و غوغا) و ئه‌نجمه‌ن (به معنای انجمن و شورا) باقی مانده‌است.

### یزد
برگرفته از نام پادشاه ساسانی یزدگِرد است. یزد = نام پادشاه + گِرد = شهر

## یادداشت ها
1. ↑  گفته می‌شود که این استحکامات در زمان سارگن دوم پادشاه آشور و حمله او به سرزمین ماد و شکست مادها، ویران شد.